# Aphyosemion louessense
Aphyosemion louessense е вид лъчеперка от семейство Nothobranchiidae. Видът е уязвим и сериозно застрашен от изчезване.

## Разпространение и местообитание
Разпространен е в Габон и Република Конго.
Обитава сладководни басейни, реки и потоци.

## Описание
На дължина достигат до 4,5 cm.